# Préfecture de la Nièvre
Pour les articles homonymes, voir Préfecture.
La préfecture de la Nièvre est un édifice situé à Nevers dans le département français de la Nièvre, place de la Résistance et rue des Ardilliers.

## Historique
La préfecture de la Nièvre, comme toute préfecture française, est située dans la ville chef-lieu du département : Nevers. Le préfet, représentant de l'État au niveau local, y travaille, mais y réside également.
Le bâtiment est l'ancien hôtel particulier de monsieur de Champs, bâti au XVIIIe siècle. Il abrite la préfecture de la Nièvre depuis le XIXe siècle. La façade à l'ordonnancement classique est représentative de l'architecture de cette période. Les intérieurs peuvent être visités sur inscription, lors des Journées européennes du patrimoine.

## Architecture

Les extérieurs de l'hôtel de préfecture
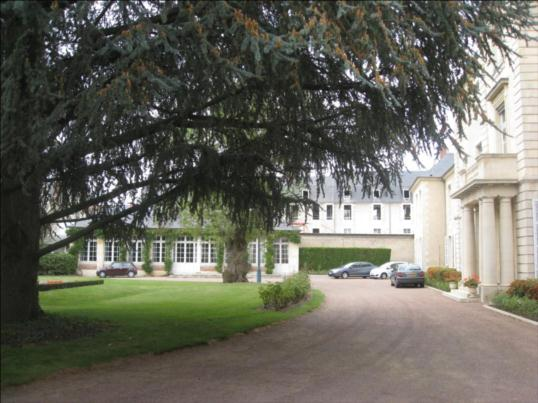
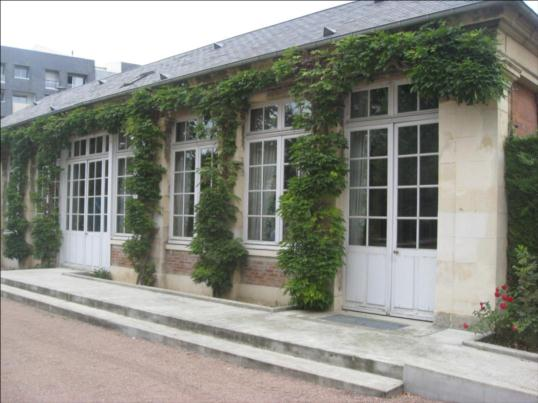
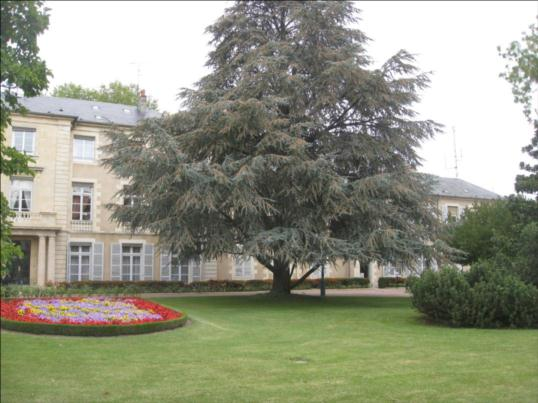

Les intérieurs de l'hôtel de préfecture
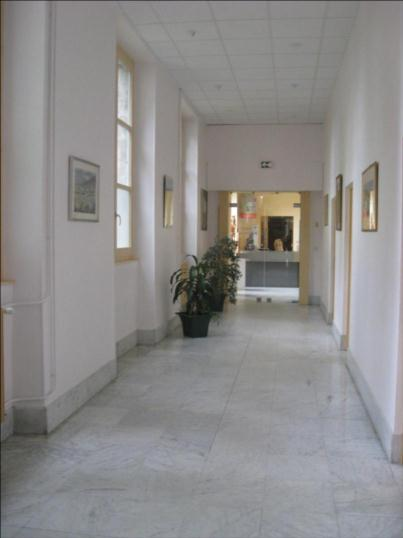
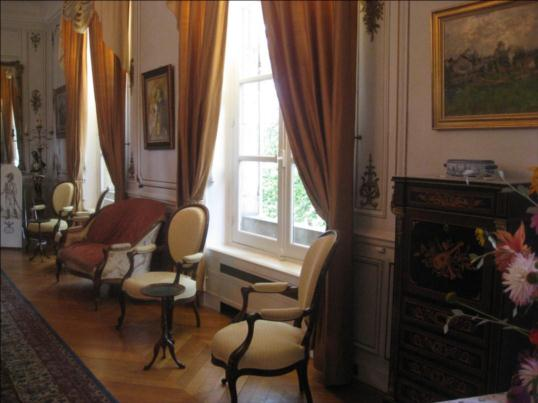
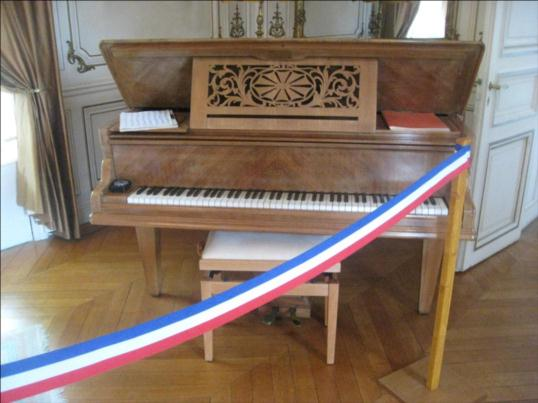
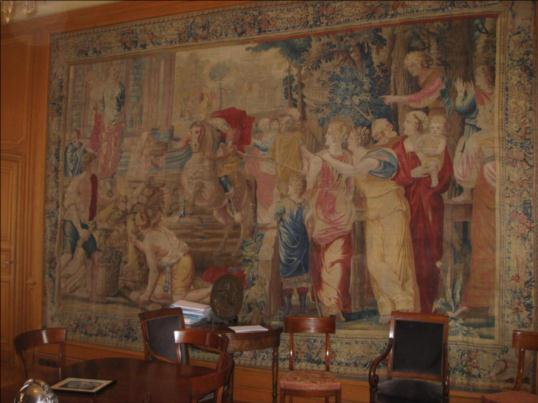
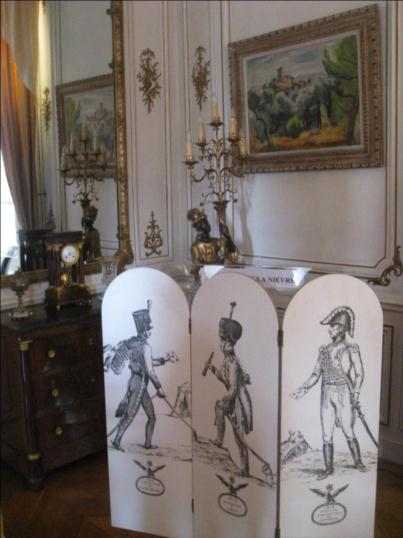
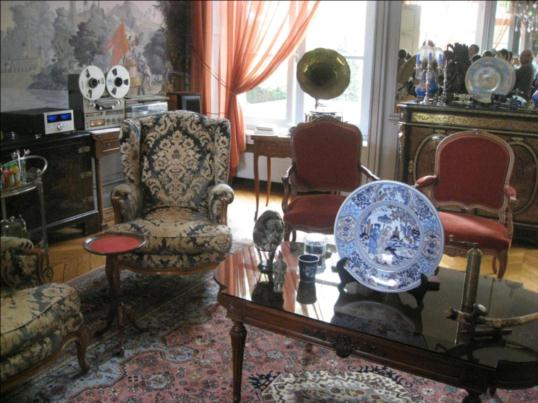
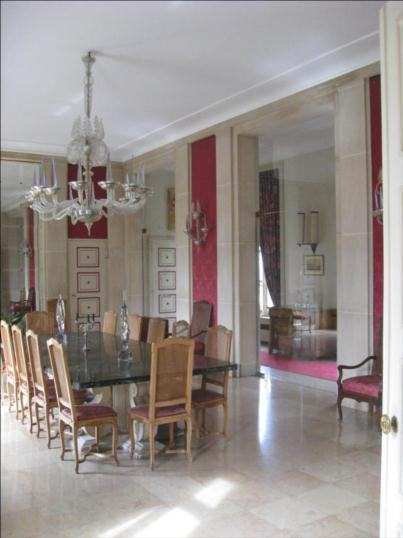
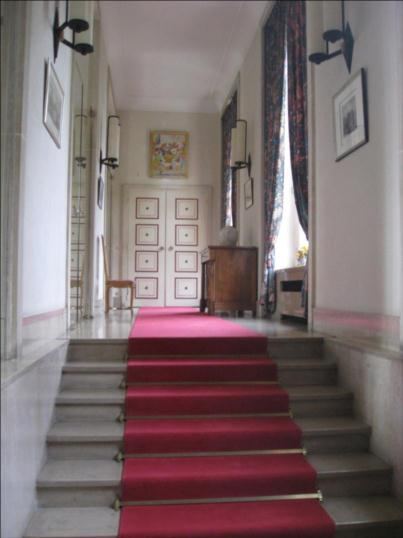
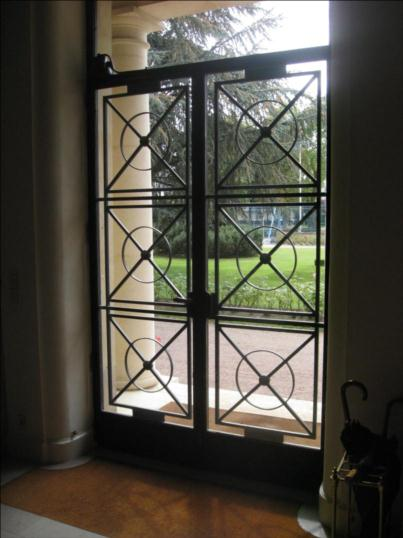
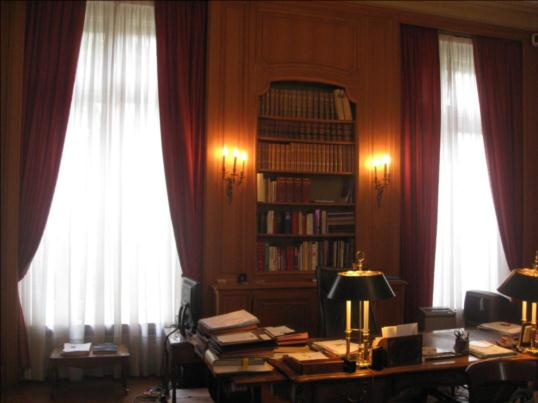